# غاريقون حقلي
غاريقون الحقول  أو آجاريكاس كامبستريس (الاسم العلمي: Agaricus campestris) هو نوع من الفطريات يتبع جنس الغاريقون من الفصيلة الغاريقونية.